# Titularbistum Antiphrae
Antiphrae (ital.: Antifre) ist ein Titularbistum der römisch-katholischen Kirche.
Es geht zurück auf ein untergegangenes Bistum der antiken Stadt Antiphrai (beim heutigen Marina el-Alamein) an der Nordküste Ägyptens, die in der römischen Provinz Creta et Cyrene bzw. in der Spätantike Libya inferior lag. Der Bischofssitz war der Kirchenprovinz Darnis zugeordnet.
| Titularbischöfe von Antiphrae |                                      |                                                                                     |                |                    |
| Nr.                           | Name                                 | Amt                                                                                 | von            | bis                |
| 1                             | Louis-Marie-Henri-Joseph Bigolet MEP | Apostolischer Koadjutorvikar von West-Tonking (Französisch-Indochina)               | 27. Juni 1911  | 23. Mai 1923       |
| 2                             | Louis-Nestor Renault                 | Apostolischer Koadjutorvikar von Süd-Sichuan, Apostolischer Vikar von Suifu (China) | 29. April 1924 | 28. Oktober 1943   |
| 3                             | Pietro Ermenegildo Focaccia OFM      | Apostolischer Vikar von Yütze (Republik China)                                      | 9. März 1944   | 11. April 1946     |
| 4                             | André Sorin MSC                      | Apostolischer Vikar von Port Moresby (Papua-Neuguinea)                              | 13. Juni 1946  | 19. April 1959     |
| 5                             | John Joseph Maguire                  | Weihbischof in New York (USA)                                                       | 16. Mai 1959   | 15. September 1965 |